# Мон-Сен-Эньян
Мон-Сен-Эньян (фр. Mont-Saint-Aignan) — город на севере Франции, регион Нормандия, департамент Приморская Сена, округ Руан, центр одноименного кантона. Пригород Руана, примыкает к нему с северо-запада. Расположен в 4 км от автомагистрали А150. Один из многочисленных городов-спутников Руана, входит в состав Метрополии Руан Нормандия. На территории города располагается университет Руан-Нормандия.
Население (2018) — 19 262 человека.

## История
Коммуна Мон-Сен-Эньян была образована в 1819 слиянием двух старинных приходов — Сент-Эньяна, имевшего статус города с XII века, и Мон-о-Малад, получившего свое название в честь основанного в XII веке госпиталя. В 1176 году английский король Генрих II построил здесь церковь в честь Святого Томаса Кентерберрийского, надеясь искупить его убийство.

## Достопримечательности
- Церковь Святого Томаса Кентерберрийского XII века
- Церковь Святого Андрея XIX века
- Здание основного кампуса университета Руан-Нормандия

## Экономика
Структура занятости населения:
- сельское хозяйство — 0,2 %
- промышленность — 4,2 %
- строительство — 1,2 %
- торговля, транспорт и сфера услуг — 55,5 %
- государственные и муниципальные службы — 38,8 %

Уровень безработицы (2017) — 14,5 % (Франция в целом —  13,4 %, департамент Приморская Сена — 15,3 %). 

Среднегодовой доход на 1 человека, евро (2018) — 27 520 (Франция в целом — 21 730, департамент Приморская Сена — 21 140).

## Демография
Динамика численности населения, чел.

## Администрация
Пост мэра Мон-Сен-Эньяна с 2014 года занимает член партии Республиканцы Катрин Флавиньи (Catherine Flavigny). На муниципальных выборах 2020 года возглавляемый ею правый список победил во 2-м туре, получив 49,97 % голосов (из трех списков).
| Период | Период | Фамилия         | Партия                                                   | Примечания |
| ------ | ------ | --------------- | -------------------------------------------------------- | --- |
| 1961   | 1980   | Ален Бражё      | Народно-республиканское движение                         | адвокат |
| 1980   | 2001   | Пьер Альбертини | Союз за французскую демократию                           | профессор права, депутат Национального собрания Франции, вице-президент Регионального совета Верхней Нормандии, мэр Руана (2001-2008) |
| 2001   | 2008   | Франсуаза Гего  | Союз за французскую демократию Союз за народное движение | консультант по информационным технологиям, депутат Национального собрания Франции                                                     |
| 2008   | 2012   | Пьер Леоте      | Социалистическая партия                                  | профессор права, вице-президент Генерального совета департамента                                                                      |
| 2012   | 2014   | Патрис Колас    | Социалистическая партия                                  | Председатель Национального информационного молодежного Центра                                                                         |
| 2014   |        | Катрин Флавиньи | Республиканцы                                            | профессор немецкого языка, член Совета департамента                                                                                   |

## Города-побратимы
- Эденбридж, Англия
- Руоко, Буркина-Фасо
- Барзингхаузен, Германия
- Бжег-Дольны, Польша
- Осика де Сус, Румыния

## Знаменитые уроженцы
- Жак Анкетиль (1934—1987) — профессиональный велогонщик, пятикратный победитель Тур де Франс, первый велогонщик, выигравший все три Гранд-тура (Тур де Франс, Джиро д'Италия и Вуэльта).
- Флора Кокерель (род. 1994) — победительница национального конкурса красоты Мисс Франция 2014.
- Люсьен Теньер (1893—1954) — специалист по славянским языкам и общему синтаксису, один из выдающихся лингвистов XX века.

## Галерея
- Церковь Святого Андрея

1. 1 2  база данных о французских коммунах — Национальный географический институт Франции, 2015.